# Día de Melilla
El Día de Melilla celebrado en Melilla el 17 de septiembre, es una fiesta que marca la fecha en que Pedro de Estopiñán y Virués se convirtió en el primer gobernador de Melilla por los Reyes Católicos en el 17 de septiembre de 1497, después de la toma de Melilla.
La plaza de Melilla fue la primera de las plazas fuertes de África que supusieron la expansión castellana por el Norte de África. A consecuencia de la conquista de Melilla las tropas del duque mantendrían de 1505 a 1532 la plaza de Cazaza, lugar donde se había establecido la guarnición del Reino de Fez, conquista por la que al duque de Medina Sidonia se le concedió el marquesado de Cazaza. El duque de Medina Sidonia ostentó la propiedad, que no la jurisdicción de Melilla, desde 1497 a 1556, año en que renunció a su tenencia a favor de Felipe II, aunque durante ese tiempo los gastos fueron sufragados por la Corona.
El alguacil de Melilla no regresó a Melilla tras su audiencia ante los Reyes Católicos para ofrecer la plaza. A los moriscos Andrés y Lorenzo de Melilla se les concedieron diversas mercedes y tierras en la Axarquía como Torrox.
El 17 de septiembre se celebra el día de Melilla, conmemorando la incorporación de Melilla a la Corona de Castilla.

## Actos conmemorativos
Habitualmente coincide con la entrega de Medalla de la Autonomía de Melilla por el gobierno autonómico. Es una condecoración, otorgada por esta ciudad autónoma. Tiene por objeto servir de reconocimiento a todo ciudadano melillense de origen que haya realizado alguna acción, servicio o mérito en beneficio de la población y de la ciudad de Melilla.